# Шибиринівська сільська рада
Шибирині́вська сільська́ ра́да — орган місцевого самоврядування у Чернігівському районі Чернігівської області. Адміністративний центр — село Шибиринівка.

## Загальні відомості
Шибиринівська сільська рада утворена в 1920 році.
05.02.1965 Указом Президії Верховної Ради Української РСР передано Довжицьку, Пльохівську, Рудківську, Хмільницьку та Шибиринівську Ріпкинського району — до складу Чернігівського району.
- Територія ради: 43,744 км²
- Населення ради: 734 особи (станом на 2001 рік)

## Населені пункти
Сільській раді підпорядковані населені пункти:
- с. Шибиринівка
- с. Антоновичі
- с. Москалі

## Склад ради
Рада складається з 12 депутатів та голови.
- Голова ради: Могилат Юрій Миколайович
- Секретар ради:

### Керівний склад попередніх скликань
| ПІБ                       | Основні відомості                                                 | Дата обрання | Дата звільнення |
| ------------------------- | ----------------------------------------------------------------- | ------------ | --------------- |
| Тимошенко Сергій Петрович | Сільський голова, 1973 року народження                            | 26.03.2006   | 31.10.2010      |
| Могилат Юрій Миколайович  | Сільський голова, 1956 року народження, освіта вища, безпартійний | 31.10.2010   |                 |

Примітка: таблиця складена за даними джерела

### Депутати
За результатами місцевих виборів 2010 року депутатами ради стали:

#### За суб'єктами висування
| Суб'єкт висування | Кількість обраних депутатів | %    |
| ----------------- | --------------------------- | ---- |
| Партія регіонів   | 10                          | 83,3 |
| Самовисування     | 2                           | 16,7 |

#### За округами
| № округу        | Прізвище, ім'я, по батькові | Дата визнання обраним | Освіта             | Партійна приналежність | Відомості про обраного депутата                                       |
| --------------- | --------------------------- | --------------------- | ------------------ | ---------------------- | --------------------------------------------------------------------- |
| Партія регіонів |                             |                       |                    |                        |                                                                       |
| 1               | Друзь Ніна Миколаївна       | 01.11.2010            | середня            | член Партії регіонів   | Шибиринівська сільська рада, касир-рахівник                           |
| 3               | Марой Олександра Миколаївна | 01.11.2010            | середня спеціальна | член Партії регіонів   | ТОВ «ЧІМК» філія «Першо-травневе», бухгалтер                          |
| 4               | Подорван Сергій Миколайович | 01.11.2010            | вища               | позапартійний          | ТОВ «ЧІМК» філія «Першо-травневе», головний агроном                   |
| 5               | Ясинська Віра Леонідівна    | 01.11.2010            | вища               | позапартійна           | Шибиринівська сільська рада, секретар                                 |
| 6               | Коропчук Тетяна Миколаївна  | 01.11.2010            | середня спеціальна | член Партії регіонів   | Шибиринівський фельдшерсько-акушерський пункт, молодша медична сестра |
| 8               | Колонтай Олександр Іванович | 01.11.2010            | середня спеціальна | член Партії регіонів   | пенсіонер                                                             |
| 9               | Кицько Валентина Миколаївна | 01.11.2010            | середня спеціальна | член Партії регіонів   | приймальниця молока                                                   |
| 10              | Любченко Ольга Анатоліївна  | 01.11.2010            | середня спеціальна | член Партії регіонів   | Антоновський фельдшерсько-акушерський пункт, завідувачка              |
| 11              | Богуш Володимир Іванович    | 01.11.2010            | вища               | член Партії регіонів   | пенсіонер                                                             |
| 12              | Скиба Григорій Миколайович  | 01.11.2010            | середня            | член Партії регіонів   | тимчасово не працює                                                   |
| Самовисування   |                             |                       |                    |                        |                                                                       |
| 2               | Стандур Віра Михайлівна     | 01.11.2010            | вища               | член Партії регіонів   | Шибиринівська загальноосвітня школа, вчитель                          |
| 7               | Джола Михайло Миколайович   | 01.11.2010            | середня спеціальна | позапартійний          | ТОВ «ЧІМК» філія «Першо-травневе», агроном                            |